# يو إف سي على إي إس بي إن: باربوزا ضد غيثي
يو إف سي على إي إس بي إن: باربوزا ضد غيثي (بالإنجليزية: UFC on ESPN: Barboza vs. Gaethje)‏ هو حدث لفنون القتال المختلطة نظمته يو إف سي، أُقيم في 30 مارس 2019، على ولز فارجو سنتر في فيلادلفيا، بنسلفانيا، الولايات المتحدة.